# Charles Crauk
Pour les articles homonymes, voir Crauk.
Charles Alexandre Crauk, né le 27 janvier 1819 à Douchy-les-Mines (Nord), et mort le 30 mai 1905 à Paris, est un peintre français.
Il est le frère du sculpteur Gustave Crauk (1827-1905).

## Biographie

### Années de jeunesse
Peu après la naissance de Charles Crauk, sa famille s'installe à Valenciennes. Il devient l'élève de Jacques-François Momal (1754-1832) et d'Antoine-Julien Potier (1796-1865) à l'école de beaux-arts de la ville.
En 1840, il est l'un des élèves de François-Édouard Picot à l'École des beaux-arts de Paris. Il concourt pour les prix de Rome de 1844 et 1845, sans succès, mais obtient un deuxième prix au concours de 1846 sur le thème de La Maladie d'Alexandre. Il se présente une dernière fois sans succès en 1848.

### Un artiste confirmé
Il acquiert une notoriété avec ses peintures religieuses (L'Extase de saint Lambert, Le Baptême du Christ, Le Martyre de saint Piat).
En 1856, Crauk s'installe à Amiens et y devient, à partir de 1873, professeur de dessin à l'école des beaux-arts. Il quitte Amiens en 1875 pour être nommé professeur de dessin à l'École spéciale militaire de Saint-Cyr.
Il participa à l'Exposition universelle de 1889 à Paris.
En 1881, Charles Crauk reçoit les insignes de chevalier de la Légion d'honneur et, en 1896, il est nommé chevalier de l'ordre de Saint-Sylvestre. 
Il meurt à Paris le 30 mai 1905.

## Œuvres dans les collections publiques
- Amiens, 
  - église Sainte-Anne :
    - L'Annonciation ;
    - La Visitation ;
    - L'Assomption, 1877 ;
    - L'Enfance de la Vierge ;
    - Le Vœu de Louis XIII, 1882 ;
    - Apothéose de Saint Vincent, 1878 ;
    - Saint-Vincent de Paul remet des orphelins à des sœurs de la Charité, 1879 ;
    - Saint Vincent de Paul esclave en Afrique chante le Salve Regina, 1879 ;
    - Saint François de Sales présentant Saint Vincent de Paul aux religieuses de l'ordre qu'il a fondé et l'établissant supérieur en présence de Marie de Médicis, 1882.

  - Musée de Picardie, décoration intérieure des pavillons d'angles du premier étage.

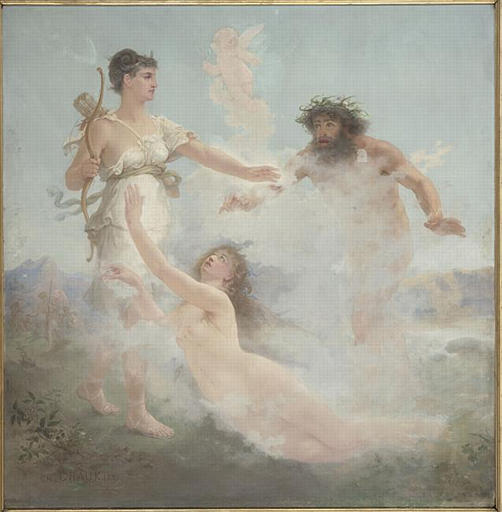
La Nymphe Arethuse (1889), palais des beaux-arts de Lille.

- Chambéry, musée des beaux-arts: Portrait du fils de M. Henard, 1849.
- Corbie, abbatiale Saint-Pierre : Sainte Colette priant pour la délivrance d'une âme du Purgatoire, 1859.
- Gray (Haute-Saône), musée Baron-Martin : Amphitrite nue allongée sur la plage, huile sur toile, 116 x 176 cm, 1901.
- Luzillat, église paroissiale : Martyre de saint Piat et de sainte Irénée, 1857, huile sur toile, 340 × 254 cm.
- Lille, palais des beaux-arts : 
  - La Nymphe Aréthuse, après 1875 ;
  - Apollon et les Muses, après 1875 ;
  - Saint Pierre délivré de prison, après 1875.
- Valenciennes, musée des beaux-arts : Portrait de Pierre-Charles Laurent de Villedeuil.